# Esselenia
Esselenia is een geslacht van rechtvleugeligen uit de familie veldsprinkhanen (Acrididae). De wetenschappelijke naam van dit geslacht is voor het eerst geldig gepubliceerd in 1920 door Hebard.

## Soorten
Het geslacht Esselenia  is monotypisch en omvat slechts de volgende soort:
- Esselenia vanduzeei (Hebard, 1920)